# AP-68 (Spanje)
De AP-68 of Autopista Vasco-Aragonesa (Baskisch: Eusko-Aragoiar Autobidea) is een autosnelweg en tolweg in Spanje. Deze 295 kilometer lange snelweg, die onderdeel is van de Europese route E-804, loopt tussen de steden Bilbao in Baskenland en Zaragoza in Aragón en vormt een belangrijke schakel tussen de noordkust en de oostkust van het land. Ook Logroño ligt langs het traject.
Samen met de AP-2 (de autosnelweg Zaragoza-El Vendrell) is de AP-68 aangelegd tussen 1974 en 1979 om de noordkust met de westkust te verbinden. De bijnaam van deze snelweg was aanvankelijk Autopista del Ebro, zo genoemd omdat het traject voor een groot gedeelte de rivier de Ebro volgt, de AP-68 doet dat tussen Zaragoza en Miranda de Ebro.
De AP-68 heeft de status van autopista, een van de twee typen snelweg die Spanje kent. Een autopista is een luxe uitvoering van een autosnelweg, met gemiddeld een relatief kleine afstand tussen verzorgingsplaatsen en een relatief grote afstand tussen afritten, vooral bedoeld voor transitverkeer. Het is de bedoeling dat over een aantal jaar parallel hieraan ook een simpelere autosnelweg komt te lopen met een relatief kleine afstand tussen afritten, de autovía A-68, vooral bedoeld voor lokaal verkeer.

## Traject
De AP-68 begint in Bilbao nadat de kustsnelweg A-8 zich aldaar opsplitst in twee richtingen: Zaragoza en Frankrijk (AP-8). De weg loopt de eerste circa 80 kilometer door de Baskische bergen om ter hoogte van Miranda de Ebro de Ebro-vallei binnen te lopen. Bij deze stad ligt een belangrijk knooppunt met de AP-1, de snelweg van de noordkust naar Burgos.
Voorbij Miranda vervolgt de AP-68 zich in zuidoostelijke richting, langs Logroño. Na deze stad komt de weg bijna 150 kilometer lang door zeer dunbevolkt gebied tot bij Figueruelas de eerste voorsteden van Zaragoza beginnen. Bij Zaragoza sluit de AP-68 aan op de grote ringweg van deze stad.
Over zijn lengte loopt de AP-68 door vijf autonome regio's: Baskenland, Castilië en León, La Rioja, Navarra en Aragón.

## Tol
De AP-68 is een tolweg (autopista de peaje), waarover de private wegbeheerder Autopista Vasco-Aragonesa, C.E.S.A. concessie heeft. Voor het gebruik van het gehele traject, behalve een kleine gedeelte tussen Zaragoza en Utebo, moet de gebruiker betalen. Bij het oprijden van de tolweg trekt de gebruiker een ticket en betaalt bij het verlaten.